# Motorsport Arena Oschersleben

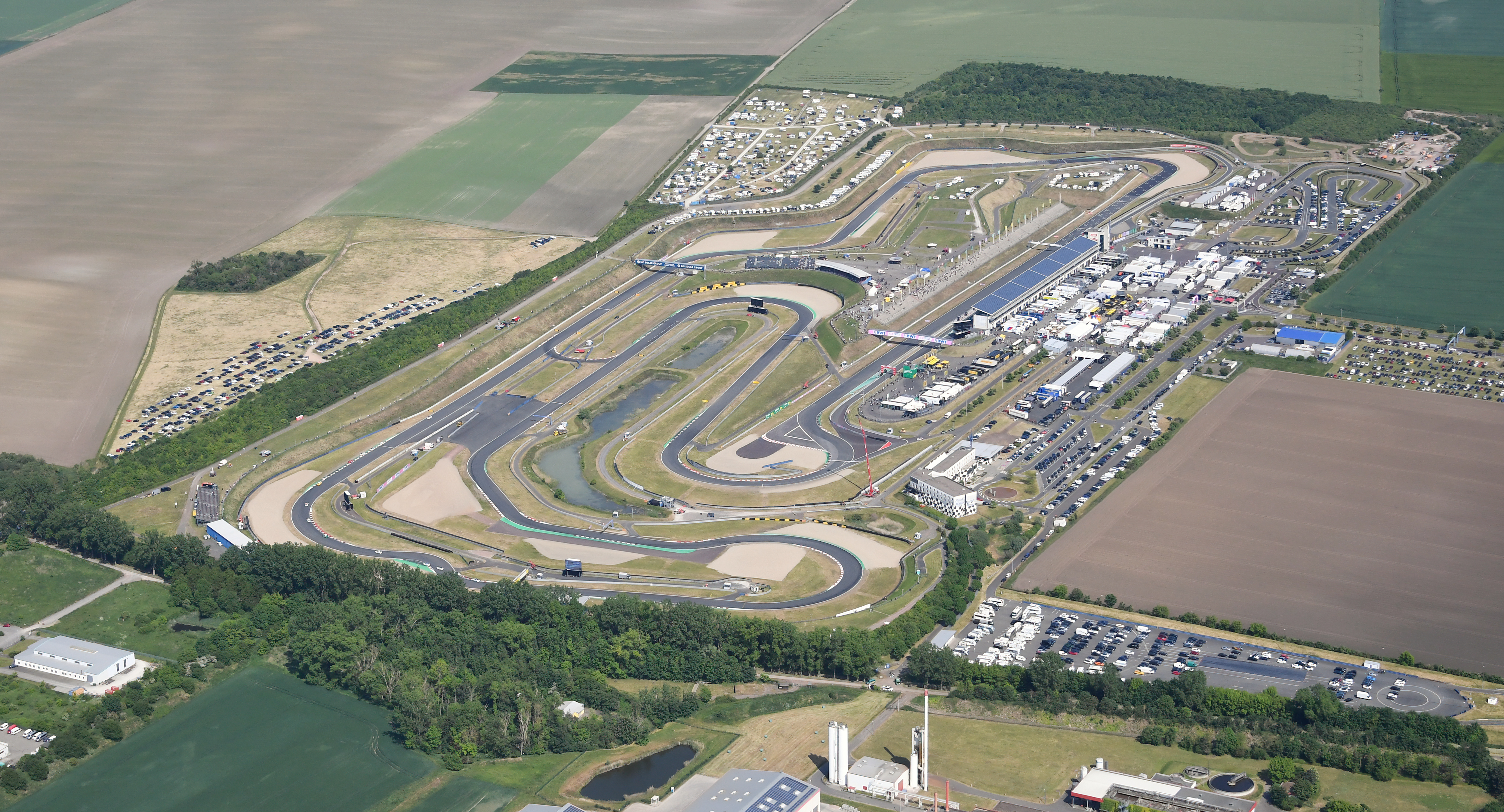
Luchtfoto van de Motorsport Arena Oschersleben

De Motorsport Arena Oschersleben is een racecircuit in Oschersleben, in de buurt van Maagdenburg.
De aanleg was klaar op 25 juli 1997. Het is naast de Hockenheimring, Lausitzring, Sachsenring en Nürburgring het vijfde permanente test- en racecircuit in Duitsland.
De langste variant van het circuit is 3.667km lang. Naast races worden op het circuit ook popconcerten gegeven. Bij het complex hoort ook een hotel "Hotel Motorsport Arena Oschersleben". Verder is er een kartbaan en sinds 2003 een off-road circuit.
Hoogtepunten in het motorsport seizoen op dit circuit zijn de DTM en de Formule 3 Euroseries. Ook het LG Super Racing Weekend waar ook het WTCC bij hoort. In 2001 en 2002 was dit circuit het toneel van Ice Race Series International (met auto's op ijs racen). Er wordt ook een Nederlandse race gereden; de 4 stunden von Oschersleben als onderdeel van het Winter Endurance Kampioenschap van de DNRT.
Jaarlijks heeft het IDM (Duits kampioenschap voor motoren) een ronde op Oschersleben. Vanwege de relatief korte afstand tot de Nederlandse grens (het circuit ligt op circa 500 kilometer van Utrecht) worden er soms ook Nederlandse kampioenschapsraces gehouden. Deze worden georganiseerd door de CRT onder auspiciën van de KNMV.